# Die Spur führt zum Silbersee
Die Spur führt zum Silbersee ist ein deutscher Puppentrickfilm aus dem Jahr 1990 von Günter Rätz. Er beruht auf dem Roman Der Schatz im Silbersee von Karl May.

## Handlung
Auf einem Mississippi-Dampfer begegnet der „Westmann“ Old Shatterhand dem Banditen „Cornel“ Brinkley, der bereits per Steckbrief gesucht wird und der deshalb seine roten Haare unter einer schwarzen Perücke verbirgt. Hobble-Frank und Tante Droll begleiten Old Shatterhand, um dem Stamm des Häuptlings Großer Bär eine Schatzkarte, das Vermächtnis des Häuptlings, zu übergeben. Auf dieser Karte ist ein Goldschatz im Silbersee verzeichnet. Da Brinkley davon erfährt, versucht er den Westmännern daraufhin die Schatzkarte abzujagen. Den drei Westmännern kommt jedoch Häuptling Winnetou zu Hilfe. Die Banditen versuchen nun, die Lohngelder der Eisenbahner in Sheridan zu rauben, doch Winnetou und Old Shatterhand sorgen für ihre Festnahme. Sie übergeben Brinkley und seine Leute dem Militär, doch die Banditen können fliehen und dem Stamm der Utahs einige Pferde stehlen. Der Große Wolf (deutsche Synchronisation: Grauer Wolf) schwört daraufhin Rache und verdächtigt Shatterhand und seine Freunde, die dem rachsüchtigen Indianern aber entkommen können. Am See kommt es zum Showdown: Die Tramps werden von Brinkley hintergangen und umgebracht. Dieser  ertrinkt anschließend selbst im Silbersee, bevor er mit den Schätzen der Tonkawas auf einem Kanu flüchten kann. Winnetou und Old Shatterhand rauchen mit den Indianern und ihren Freunden die Friedenspfeife.

## Produktion
Der Film war eine Produktion des DEFA-Studios für Trickfilme in der DDR und hält sich eng an die Romanvorlage; ersetzt allerdings wie die Realverfilmung (1962) den im Roman auftretende Old Firehand durch die Figur Old Shatterhand.
Die Drehzeit betrug drei Jahre. Die Spur führt zum Silbersee kam im Januar 1990 in die Kinos der DDR. Infolge der politischen Wende geriet der Film allerdings zum kommerziellen Misserfolg. In der Bundesrepublik lief der Film in einer fünfteiligen Serienversion erstmals 1990 im ARD-Kinderprogramm, zuerst vom 25. bis zum 29. Dezember 1990 im BR Fernsehen. Der Sender zeigte den Film dann auch als Erster „im Stück“ am 28. Juli 1991.
Regisseur Günter Rätz plante auch eine Verfilmung des Karl-May-Romans Der Geist des Llano Estacado, musste nach dem Misserfolg in der Kinoauswertung des Silbersee-Films davon jedoch Abstand nehmen.

## Synchronisation
- Gerd Grasse: Old Shatterhand
- Henry Hübchen: Winnetou
- Dieter Wien: Cornel Brinkley
- Victor Deiß: Hobble-Frank
- Hans-Joachim Hanisch: Tante Droll
- Klaus Manchen: Großer Bär
- Reinhard Michalke: Sheriff

## Auszeichnungen
- 1991: „Goldener Spatz“ auf dem 7. Kinderfilmfestival in Gera